# Vittoriale degli italiani

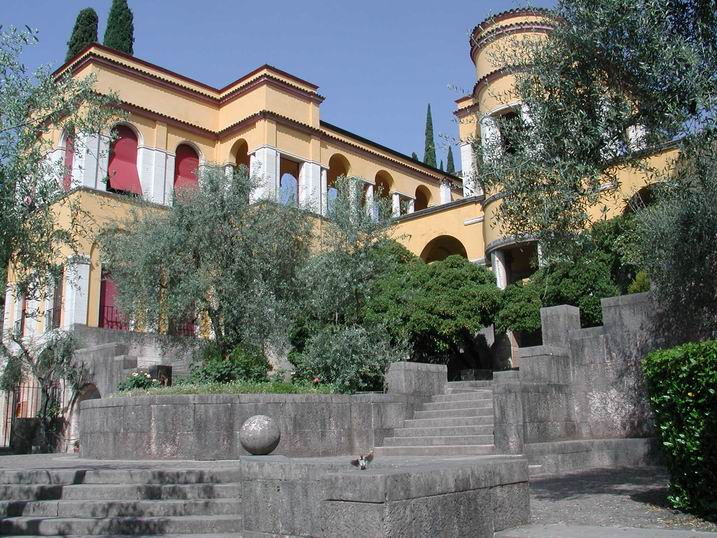
El Vittoriale degli Italiani.

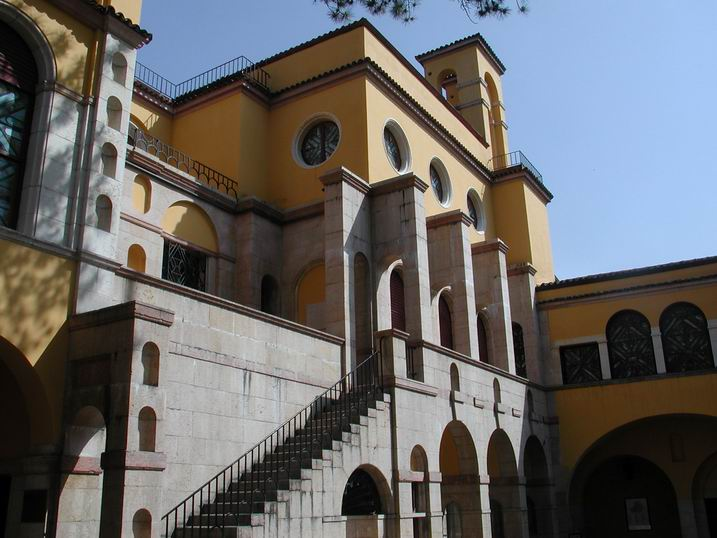
Otra vista del Vittoriale.

El Vittoriale degli italiani ('Victorial de los italianos') es una ciudadela monumental construida en Gardone Riviera (provincia de Brescia), a orillas del lago de Garda, por el poeta Gabriele D'Annunzio, junto con el arquitecto Giancarlo Maroni entre 1921 y 1938.
El Vittoriale es un complejo de edificios, calles, plazas, teatros, jardines y vías fluviales construido en memoria de la vida extraordinaria del poeta y las hazañas del pueblo italiano durante la Gran Guerra. Entre los árboles mediterráneos, cipreses y delgados olivos, se encuentran los recuerdos de las empresas más audaces de entonces: el MAS del «Engaño de Buccari», el avión Ansaldo SVA del «Vuelo sobre Viena», la proa del barco Puglia, colocada en un afloramiento rocoso en el centro del parque.
En el punto más alto, desde el que se divisa una panorámica del Vittoriale, hay un monumento a los caídos en la guerra, en el cual están enterrados el comandante Gabriele D'Annunzio y algunos de los legionarios que participaron en la Empresa de Fiume. En los jardines, confundido entre los troncos de un bosque de magnolias, se encuentran las columnas y los asientos del Arengo (lugar de reunión); bajando por las terrazas, se halla un viejo limonero y el frutal. El teatro al aire libre se recorta sobre el hermoso fondo azul del lago; inspirado en los de la Antigüedad, puede contener hasta 1500 personas y alberga, en verano, eventos teatrales y musicales. La Fundación del Vittoriale degli italiani está abierta al público todo el año y es visitada por unas 180 000 personas al año.

## Jardines

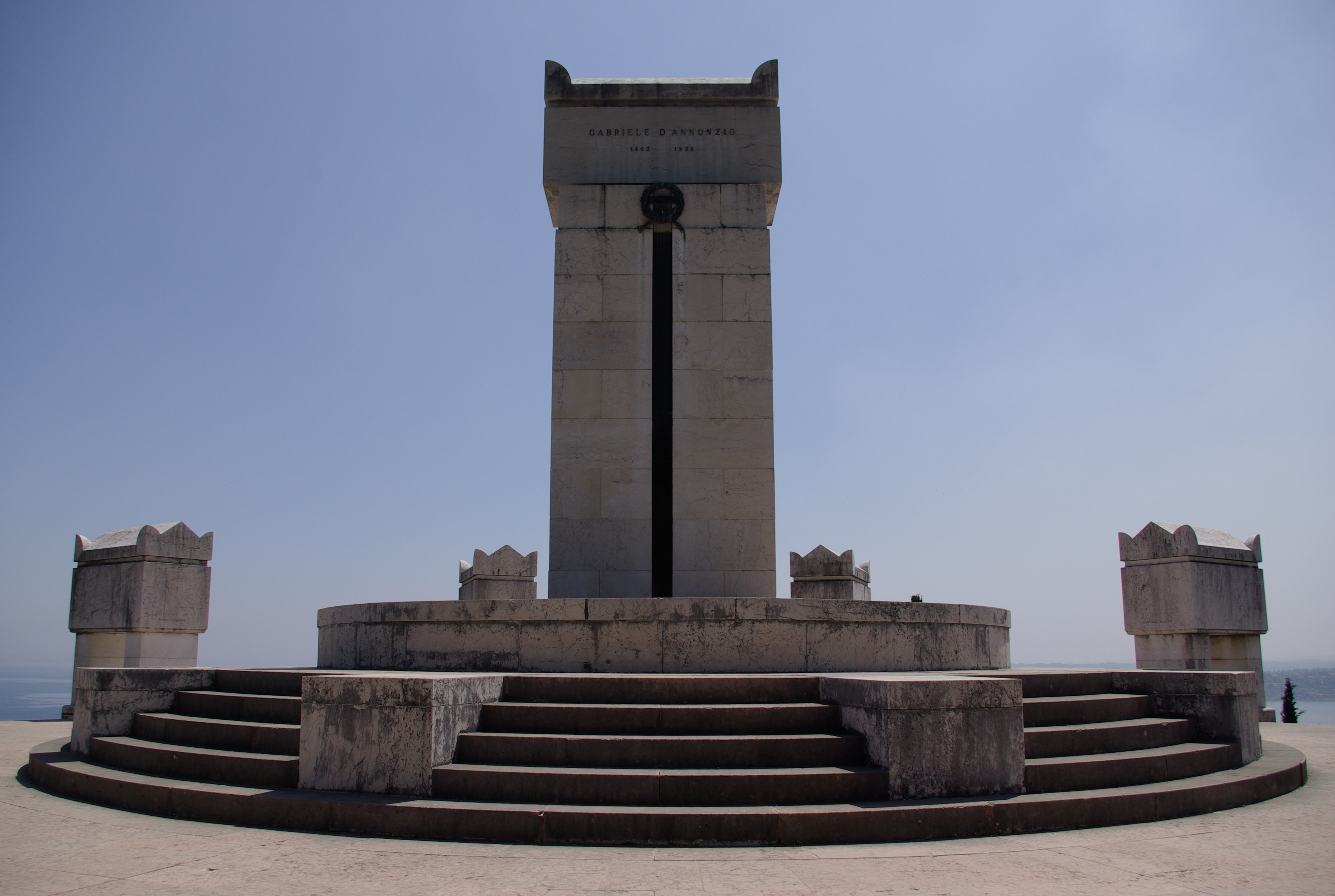
Mausoleo de Gabriele D’Annunzio en el Vittoriale degli italiani en la localidad de Gardone Riviera

Los jardines del Vittoriale son muy grandes, y cubren aproximadamente el 50% del recinto. En la parte inferior de la villa, hacia el lago, está el llamado «Jardín secreto», una serie de terrazas descendentes con viejos limoneros, donde D'Annunzio plasmó sugestivos espacios de meditación sobre los predilectos temas heroicos, con una evocación explícita de las principales batallas combatidas, como en el «Jardín de las reliquias». Adentrándose en la parte más profunda e íntima del jardín, se hallan las tumbas de Maria D'Annunzio y sus perros preferidos. En el lado opuesto, parte una escalera que conduce a la «Fuente de los delfines», y luego de vuelta al lago, donde está instalada sobre una pendiente la parte delantera del buque de guerra Puglia. La proa del barco está adornada por una estatua de bronce de la Victoria y alberga en su interior un pequeño museo con maquetas de barcos y banderas.
Subiendo por la colina se encuentra la «Tumba de los héroes», donde yacen los caídos en Rijeka en la «Navidad sangrienta». El mausoleo, inspirado en el Castillo Sant'Angelo y las tumbas etruscas, está rodeado por tres muros de altura descendente y alberga en la parte superior el cuerpo de D'Annunzio, rodeado de los féretros de piedra de sus camaradas. En la parte inferior del jardín está el «Jardín de la danza», en forma de violín, en el que van a dar dos riachuelos, conocido uno como el del Acqua pazza ('Agua loca'), de recorrido deliberadamente irregular, según diseño del arquitecto Maroni, y el otro del Acqua savia ('Agua sabia'), más tranquilo y diseñado para proporcionar abrigo.

## VillaPrioria

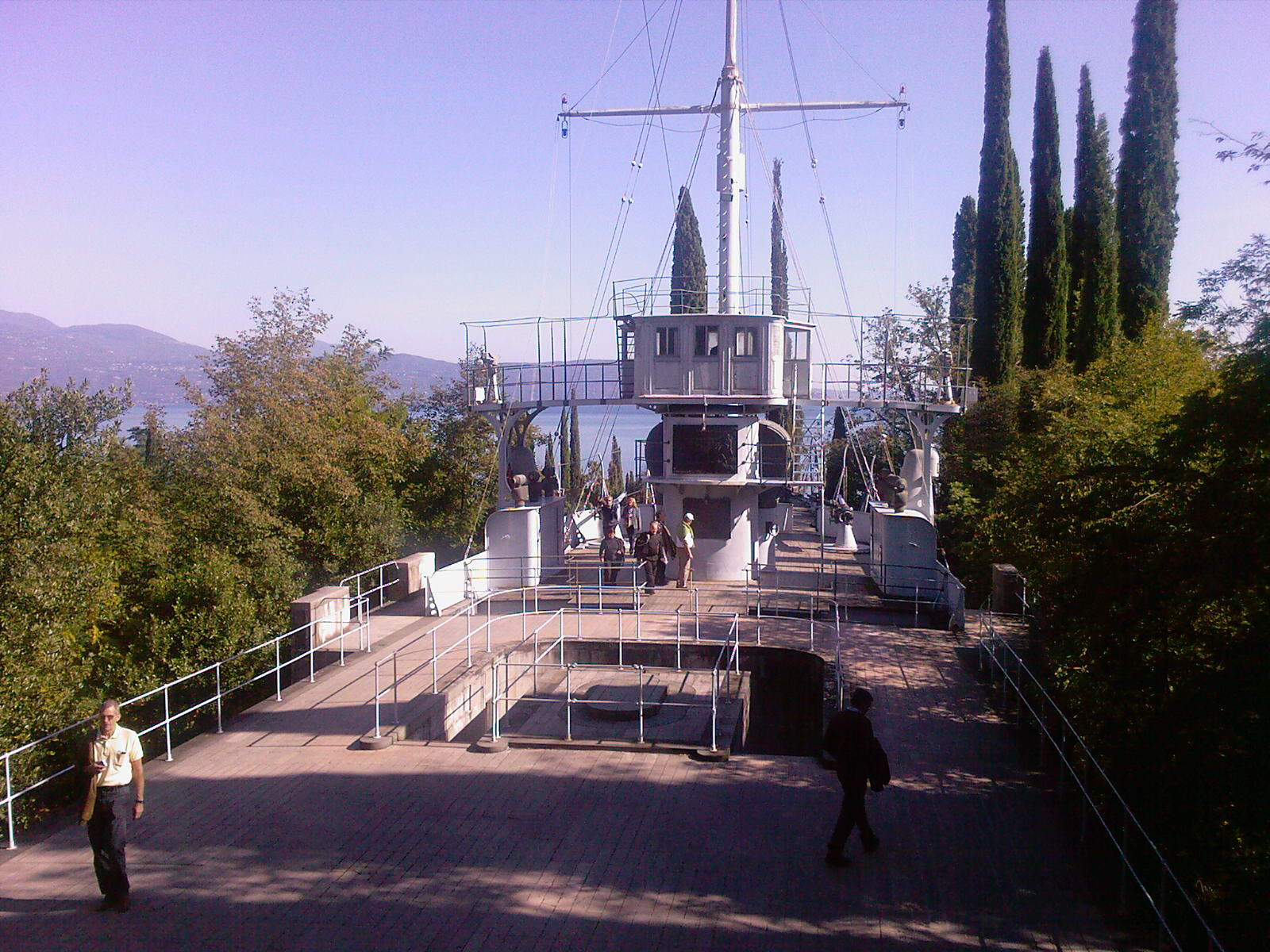
La nave Puglia.

Anteriormente llamada Villa Thode y rebautizada Prioria ('Priorato'), la villa de D'Annunzio se compone de una veintena de ambientes, y alberga una rica biblioteca de unos 33 000 volúmenes de literatura italiana y francesa, historia, libros de arte y raras ediciones, incluidos incunables y cinquecentine. Todas las habitaciones se caracterizan por su poca luz, porque la luz directa molestaba al poeta, que sufría de fotofobia.
Entre las habitaciones, decoradas por el poeta según su gusto personal, conviene mencionar la sugerente Sala de música, inicialmente dedicada a Gasparo da Salò, inventor del violín moderno. Para favorecer la acústica y el recogimiento, tiene las paredes cubiertas de damasco negro y dorado, de la compañía milanesa Ferrari. La iluminación especial proviene de las ventanas de alabastro y grandes calabazas coloreadas y cestas de frutas en cristal de Murano. En esta sala se celebraban los conciertos del «Cuarteto del Vittoriale».
La Zambracca, el ropero, cuyo nombre deriva de una antigua palabra provenzal que significa 'azafata'. En esta habitación pasó la mayor parte del tiempo los últimos años de su vida, aquí murió D'Annunzio la noche del 1 de marzo de 1938. En el escritorio, entre otras cosas, hay un precioso tintero de Mario Buccellati, la cabeza de águila plateada de Renato Brozzi y una figura de yeso que reproduce la Aurora de Miguel Ángel. Colocado en un armario en ángulo, todavía se pueden ver los numerosos medicamentos que el hipocondríaco D'Annunzio utilizaba habitualmente.
La Sala de Leda era el dormitorio del poeta. Toma su nombre de un yeso que representa el mito de Leda, poseída por Zeus transformado en cisne. En la puerta figura el motto «Genio et voluptati». En el techo, decorado por Guido Marussig, aparecen algunos versos de Dante, entre los cuales: «Tre donne intorno al cor mi son venute». Junto a la cama, volúmenes de los autores favoritos de D'Annunzio: Shakespeare, Dante, Verlaine, Stendhal.
El Baño azul, dividido en dos estancias, asume el doble papel de purificación y búsqueda exasperada de la abundancia. «Ottima è l'acqua» («El agua es óptima») es el lema de Píndaro transcrito en el techo. En esta sala, unos ochocientos cincuenta objetos producen una sensación de horror vacui devenida aquí símbolo de lo accesorio y superfluo.
La Sala del leproso fue concebida desde un principio como cámara ardiente del poeta, y aquí se retiraba a menudo a meditar sobre la muerte. Aquí, de hecho, se arregló su cuerpo para la vigilia privada. El lecho, colocado en una posición dominante, se llama «Lecho de las dos edades», porque asemeja tanto a una cuna como a un ataúd: simboliza la muerte como fin y como comienzo de una nueva vida.
La Sala del mapamundi era la biblioteca y el estudio de D'Annunzio. En ella instaló el órgano que tocaba Luisa Baccara, un mapamundi coronado por una nave veneciana, sus preciosos recuerdos de Napoleón y una xilografía del artista Adolfo De Carolis, el Dante Adriacus.

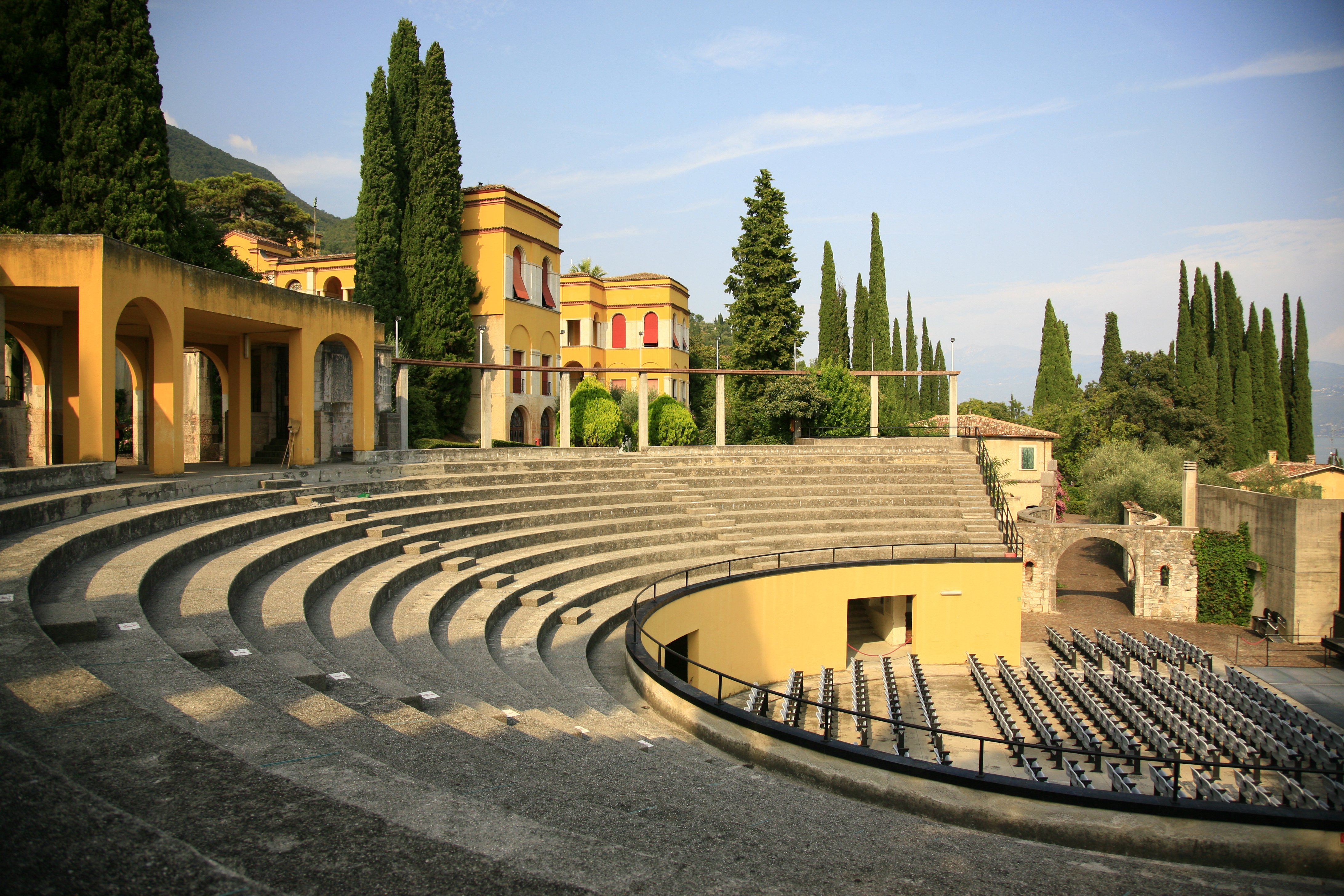
El teatro.

En el piso superior, el Escritorio del manco es un estudio que toma su nombre de la escultura de una mano sobre la puerta que decía: «Recisa quiescit» («Cortada reposa»); era la habitación en la que D'Annunzio se ocupaba de la correspondencia: no pudiendo o no queriendo contestar a todos, especialmente a los acreedores, se fingía irónicamente manco y, por tanto, incapaz de escribir.
La Oficina era el estudio de D'Annunzio, la sala dedicada al arte, cuya puerta de entrada, excesivamente baja, obliga a las visitas a inclinarse ante el arte. «Hoc opus his labor est» («Allí donde está la obra está el trabajo») es el lema escrito en la entrada. La habitación es más luminosa que el resto de la casa y está decorada con reproducciones de estatuas griegas, un busto de Eleonora Duse y muebles sencillos de madera de roble de estilo renacentista, que guardan los libros de consulta. En el centro de la sala se encuentra una bandeja con vasos y una botella de agua mineral de la casa Amerino con la etiqueta «Confeccionada especialmente para Gabriele d'Annunzio», quien de hecho fue figura publicitaria para la marca.
La Sala de Cheli es el comedor, así llamado por una tortuga de bronce presidiendo la mesa. El caparazón de la tortuga fue donado a D'Annunzio por la marquesa Luisa Casati Stampa. La tortuga, que murió en los jardines del Vittoriale de indigestión, se convirtió en un símbolo de moderación y su presencia en la mesa servía como advertencia a la gula de los invitados. D'Annunzio, que prefería comer solo en la Zambracca, apenas se sentó a la mesa con los invitados, a quienes hacía los honores de casa su compañera, la pianista veneciana Luisa Baccara.

## Schifamondo
El Schifamondo (literalmente 'Esquiva-mundo', nombre inspirado en el del palacio Schifanoia, de la casa de Este de Ferrara) era el nuevo edificio que habría debido convertirse en la residencia del poeta, pero aún no se había completado en el momento de su muerte (1 de marzo de 1938). Fue diseñado por el arquitecto Giancarlo Maroni con forma de trasatlántico: ventanas de ojo de buey, vidrieras de alabastro, estancias recubiertas de boiseries de madera, corredores altos y estrechos y un estudio art déco muy similar al puente de un barco. En la actualidad alberga el Museo de guerra. La oficina ha sido amueblada con los uniformes y recuerdos de guerra del poeta. El dormitorio, llamado Sala de la Aurora, está decorado con pinturas simbolistas y copias de esculturas de Miguel Ángel.

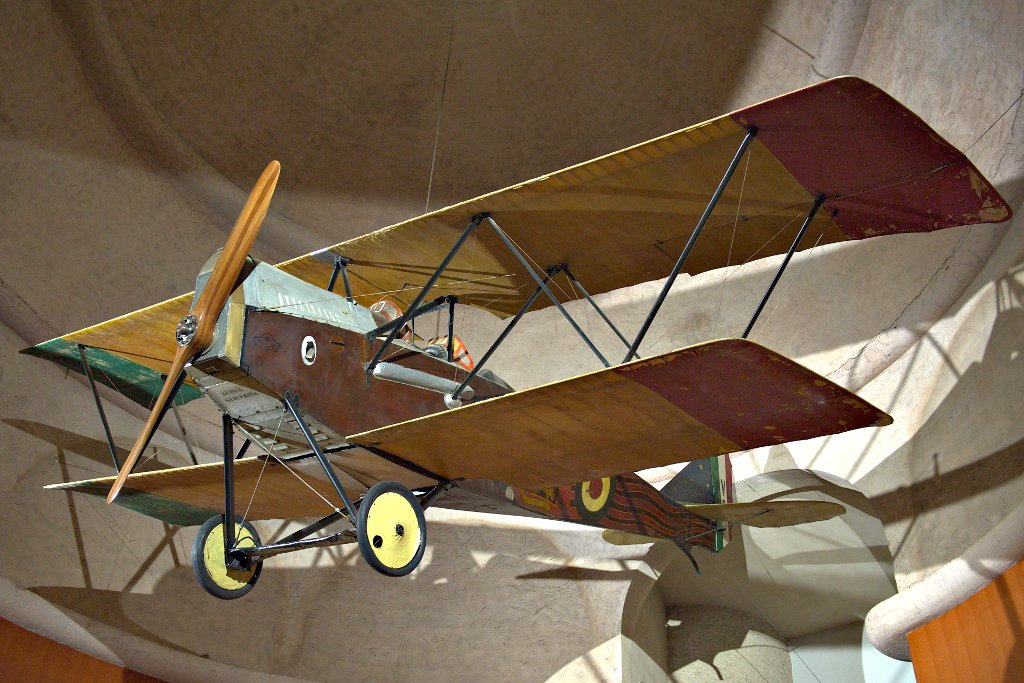
El Ansaldo S.V.A. del vuelo sobre Viena.

## Museo de guerra
D'Annunzio, tras haber construido la Prioria, planificó la construcción de un museo para celebrar sus hazañas y las de la nación. Inicialmente pensó utilizar para este propósito el auditorio que alberga actualmente, colgado del techo, el avión biplaza SVA del «Vuelo sobre Viena», pero luego lo consideró inadecuado. Desde el año 2000, el Museo de guerra se encuentra en el edificio Schifamondo.
En sus salas, abiertas al público, se encuentran el abrigo de cuero negro, los guantes, la cartuchera y la capucha que D'Annunzio utilizó durante el «Engaño de Buccari», las gafas y el gorro del vuelo sobre Viena, las armas blancas y de fuego de la época de la Primera Guerra Mundial, y uniformes, medallas y banderas: aquella italiana en que fue envuelto el cuerpo moribundo del caído Giovanni Randaccio, la amarillo, rojo y azul de la ciudad de Fiume, la bandera de la Regencia del Carnaro, símbolo de la última gran empresa del poeta-soldado.